# João das Fábulas
João das Fábulas (no original em inglês, Jack of Fables) é uma série de revistas em quadrinhos americana publicada pela DC Comics, através de seu selo editorial Vertigo, entre 2006 e 2011, com 50 edições. Um spin-off da série Fábulas (no original, Fables), também publicada pela Vertigo, . Escrita por Bill Willingham e Matthew Sturges e ilustrada por Tony Akins, a sérienarra as histórias do personagem-título após ter abandonado "Fabletown", a cidade onde se situam as histórias da revista Fábulas, e foi indicada em 2007 ao Eisner Award de "Melhor Nova Série". "João" - no original, "Jack", um personagem que teria inspirado em várias cantigas e fábulas diferentes. No universo ficcional da série, o "João" da fábula do "Pé de Feijão", da lenda nórdica de "Jack Frost", do "Jack-o'-lantern" e de diversas outras histórias, é uma mesma pessoa.